# Yuribia Vivas Arroyo
Yuribia Vivas Arroyo (1967) es una botánica, y profesora venezolana. En 2000 obtuvo su licenciatura en biología, con la defensa del Trabajo Especial de Grado "Flóula vascular del valle morrénico de Mucubají,  Mérida,  Venezuela". Desarrolla actividades académicas en el "Instituto de Botánica Agrícola", Facultad de Agronomía, Maracay, Estado Aragua, Universidad Central de Venezuela. Participa en la taxonomía en la familia de las bromeliáceas.
También opera como curadora en el fortalecimiento del Herbario de la "Facultad de Agronomía “Víctor M. Badillo”", como un centro de investigación de la biodiversidad en Venezuela y de la Sudamérica tropical.

## Publicaciones
- hernán Ferrer Pereira, yuribia Vivas Arroyo, omaira Hokche et al. 2010. Aplicación de herramientas computacionales al estudio morfotaxonómico del género Merremia en Venezuela. Rodriguésia 61 (4): 661-668 en línea (enlace roto disponible en Internet Archive; véase el historial, la primera versión y la última).

- ---------------------------, --------------------------, ------------------ et al. 2010. El género Merremia (Convolvulaceae) en Venezuela. Rodriguésia 61 (4): 639-660 en línea (enlace roto disponible en Internet Archive; véase el historial, la primera versión y la última).

- bruce Holst, yuribia Vivas. 2008. Bromeliaceae. En: Hokche O., P.E. Berry & O. Huber (eds.) Nuevo catálogo de la flora de Venezuela. pp 698. Fundación Instituto Botánico de Venezuela. Caracas

- yuribia Vivas. 2006. The Genus Guzmania in Venezuela. J. Brom. Soc. 56(2): 88-92

## Honores
Miembro de
- "Asociación Venezolana para el Avance de la Ciencia"

- La abreviatura «Vivas» se emplea para indicar a Yuribia Vivas Arroyo como autoridad en la descripción y clasificación científica de los vegetales.[7]